# 寛平御時后宮歌合
寛平御時后宮歌合（かんぴょうのおんとききさいのみやうたあわせ）は、歌合の一。1巻。寛平初年（889年）頃、宇多天皇の母后班子女王の邸で催された。
四季・恋各20番、計100番。作者は紀友則以下、当代の代表歌人十数人。
記録の現存する歌合としては、在民部卿家歌合についで古い。